# Línea L40 (Montevideo)
La línea L40 es una línea local de Montevideo que une La Unión con el Buceo en modalidad de circuito. La ida es Comercio y la vuelta es Buceo (destinos en cartel). Es operada por la compañía CUTCSA y pertenece al STM.

## Características

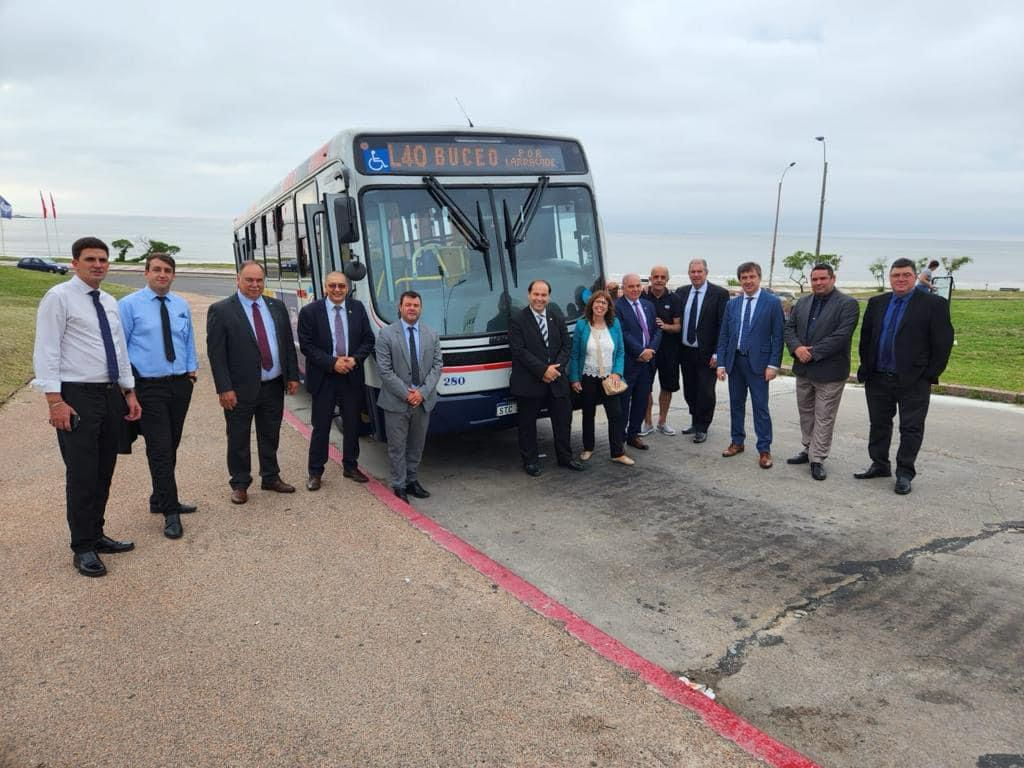
Inauguración de la línea L40 en la terminal Buceo

En el marco de un programa de la Intendencia de Montevideo y la Mesa Barrial de Unión y Malvín Norte, surgieron solicitudes de vecinos del barrio La Unión por la necesidad de establecer una nueva línea que conectara su barrio con el barrio El Buceo. Es así que dicho reclamo fue estudiado y atendido por parte de la comuna y la compañía CUTCSA. Esta línea transita por la calle Larravide, entre el ecoparque Idea Vilariño y la calle Joanicó (en La Unión), donde no operaba ninguna otra línea. En respuesta a esta solicitud, la Intendencia de Montevideo accedió a abordar y resolver el reclamo.

## Recorridos
Se inauguró este recorrido el 15 de diciembre de 2023 siendo la primera vez que pasa una línea de ómnibus por la doble vía de Larravide.
| - Terminal Buceo - Juan Ma. Espinosa - Verdi - Av. Mcal Francisco Solano López - Av. Italia - Minnesota - Larravide - Joanicó, hasta Comercio - Cambio de destino y continúa sin espera... | - ...Comercio - Av. 8 de Octubre - Larravide - Minnesota - Gauna - Comercio - Av. Mcal Francisco Solano López, hasta Rbla Rep. de Chile - Terminal Buceo |

## Frecuencia
Esta línea tiene una frecuencia de 25 minutos en días hábiles, operando 2 unidades.

## Barrios
La L40 atraviesa los barrios Buceo, Malvín Norte y La Unión.